# NGC 1058
NGC 1058 je galaksija u zviježđu Perzej.

## Vanjske poveznice
- SEDS: NGC 1058